# ماثيو بيلامي
ماثيو جيمس بيلامي (بالإنجليزية: Matthew James Bellamy)‏ الشهير بماثيو بيلامي (وُلد في 9 يونيو 1978 في كامبريدج) هو مغن مؤلف وملحن ومنتج أسطوانات وموزع موسيقي إنجليزي.

## روابط خارجية
- ماثيو بيلامي على موقع IMDb (الإنجليزية)
- ماثيو بيلامي على موقع ميوزك برينز (الإنجليزية)
- ماثيو بيلامي على موقع إن إن دي بي (الإنجليزية)
- ماثيو بيلامي على موقع أول ميوزيك (الإنجليزية)
- ماثيو بيلامي على موقع ديسكوغز (الإنجليزية)
- ماثيو بيلامي على موقع قاعدة بيانات الفيلم (الإنجليزية)